# Kristina Lange
Kristina Erika Lange (* 1939) ist eine deutsche Tibetologin und Autorin.
Kristina Lange studierte von 1957 bis 1962 Tibetologie, Sinologie und Indologie an der Karl-Marx-Universität Leipzig und der Humboldt-Universität Berlin. 1962 schloss sie ihr Studium mit einer Arbeit über tibetische Medizin in Leipzig ab. 1969 veröffentlichte Lange eine Liste der Reinkarnationen des Dalai Lamas einschließlich derer vor dem ersten Dalai Lama Gendün Drub. 1974 promovierte sie in Tibetologie an der Philosophischen Fakultät der Humboldt-Universität Berlin mit der Arbeit Die Werke des Regenten Saṅs rgyas rgya mc'o (1653–1705): Eine philologisch-historische Studie zum tibetischsprachigen Schrifttum. Sie handelt von den Regenten in Tibet nach dem fünften Dalai Lama Ngawang Lobsang Gyatso, Sanggye Gyatso, der 1694 eine Schule für Tibetische Medizin und Astrologie gründete.
Von 1960 bis 1973 arbeitete sie als wissenschaftliche Mitarbeiterin am Völkerkundemuseum Leipzig und lehrte Tibetisch an der Karl-Marx-Universität. Im Oktober 1973 wurde sie zur wissenschaftlichen Oberassistentin an der Humboldt-Universität ernannt. Diese Position hatte sie bis zu ihrer Pensionierung im September 1998 inne.
Aufgrund des Kalten Krieges arbeitete sie hauptsächlich mit Wissenschaftlern aus kommunistischen Ländern zusammen. Sie forschte in Ulaanbaatar, Ulan-Ude, Moskau und Sankt Petersburg. 1993 entwickelte sie mit einem tibetischen Wissenschaftler der Tibetischen Akademie der Sozialwissenschaften neues Lehrmaterial für den Tibetischunterricht.